# 943 Бегонија
943 Бегонија (енгл. 943 Begonia) је астероид главног астероидног појаса са пречником од приближно 69,21 .
Афел астероида је на удаљености од 3,776 астрономских јединица (АЈ) од Сунца, а перихел на 2,462 АЈ.
Ексцентрицитет орбите износи 0,210, инклинација (нагиб) орбите у односу на раван еклиптике 12,105 степени, а орбитални период износи 2012,533 дана (5,510 година).
Апсолутна магнитуда астероида је 9,77 а геометријски албедо 0,045.
Астероид је откривен 20. октобра 1920. године.